# Munktorps socken
Munktorps socken i Västmanland ingick i Snevringe härad, ingår sedan 1971 i Köpings kommun och motsvarar från 2016 Munktorps distrikt.
Socknens areal är 58,05 kvadratkilometer land. År 2000 fanns här 1 866 invånare. Tätorten och kyrkbyn Munktorp med sockenkyrkan Munktorps kyrka ligger i socknen.

## Administrativ historik
Munktorps socken har medeltida ursprung.
Vid kommunreformen 1862 övergick socknens ansvar för de kyrkliga frågorna till Munktorps församling och för de borgerliga frågorna till Munktorps landskommun. Landskommunens inkorporerade 1952 Odensvi landskommun och uppgick 1971 i Köpings kommun. Församlingen uppgick 2010 i Köpingsbygdens församling.
1 januari 2016 inrättades distriktet Munktorp, med samma omfattning som församlingen hade 1999/2000.
Socknen har tillhört fögderier, tingslag och domsagor enligt vad som beskrivs i artikeln Snevringe härad.  De indelta soldaterna tillhörde Västmanlands regemente, Strömsholms kompani.

## Geografi
Munktorps socken ligger närmast öster om Köping norr om Mälarfjärden Galten. Socknen är en bördig småkuperad slättbygd på Mälarslätten med talrika skogs- och moränbackar.
Socken genomkorsas av europaväg 18 samt av Mälarbanan. Länsväg U 558 går genom socknen i öst-västlig riktning (gamla riksvägen Västerås-Munktorp-Köping).
Dåvö gods ligger i socknen.

## Fornlämningar

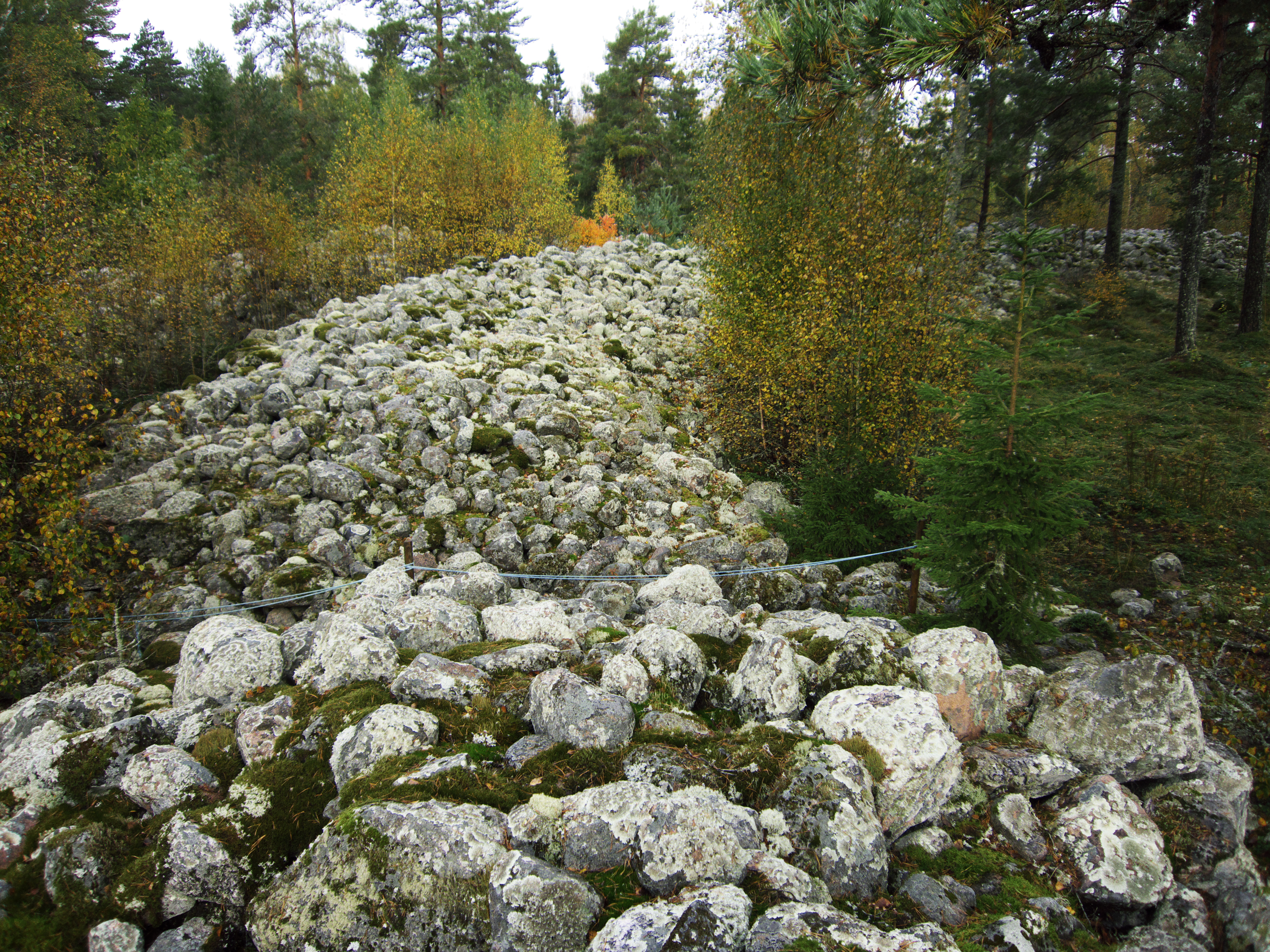
Visbergets fornborg vid byn Häljeby

Från bronsåldern finns många spridda gravar av rösetyp, skärvstenshögar samt skålgropar. Inom socknen finns dessutom tio hällristningar. Järnåldern märks cirka 50 gravfält samt fem fornborgar.

## Namnet
Namnet (1313, Munkkathorp) kommer från den gamla kyrkbyn, nu prästgården. Efterleden är thorp här i dess ursprungliga betydelse 'inhägnad'. Förleden munk har lagt till i särskiljande syfte.

## Befolkningsutveckling
| Befolkningsutvecklingen i Munktorps socken 1750–1990                                                    | Befolkningsutvecklingen i Munktorps socken 1750–1990 | Befolkningsutvecklingen i Munktorps socken 1750–1990 | Befolkningsutvecklingen i Munktorps socken 1750–1990 | Befolkningsutvecklingen i Munktorps socken 1750–1990 |
| --- | ---------------------------------------------------- | ---------------------------------------------------- | ---------------------------------------------------- | ---------------------------------------------------- |
| |                                                      |                                                      |                                                      |                                                      |
| År |                                                      |                                                      | Folkmängd                                            |                                                      |
| 1750 | 1750                                                 |                                                      | 2 459                                                |                                                      |
| 1760 | 1760                                                 |                                                      | 2 527                                                |                                                      |
| 1769 | 1769                                                 |                                                      | 2 591                                                |                                                      |
| 1780 | 1780                                                 |                                                      | 2 777                                                |                                                      |
| 1790 | 1790                                                 |                                                      | 2 703                                                |                                                      |
| 1800 | 1800                                                 |                                                      | 2 858                                                |                                                      |
| 1810 | 1810                                                 |                                                      | 2 821                                                |                                                      |
| 1820 | 1820                                                 |                                                      | 2 884                                                |                                                      |
| 1830 | 1830                                                 |                                                      | 2 921                                                |                                                      |
| 1840 | 1840                                                 |                                                      | 3 082                                                |                                                      |
| 1850 | 1850                                                 |                                                      | 3 257                                                |                                                      |
| 1860 | 1860                                                 |                                                      | 3 399                                                |                                                      |
| 1870 | 1870                                                 |                                                      | 3 162                                                |                                                      |
| 1880 | 1880                                                 |                                                      | 3 321                                                |                                                      |
| 1890 | 1890                                                 |                                                      | 3 278                                                |                                                      |
| 1900 | 1900                                                 |                                                      | 3 237                                                |                                                      |
| 1910 | 1910                                                 |                                                      | 2 955                                                |                                                      |
| 1920 | 1920                                                 |                                                      | 2 936                                                |                                                      |
| 1930 | 1930                                                 |                                                      | 2 732                                                |                                                      |
| 1940 | 1940                                                 |                                                      | 2 389                                                |                                                      |
| 1950 | 1950                                                 |                                                      | 2 051                                                |                                                      |
| 1960 | 1960                                                 |                                                      | 1 858                                                |                                                      |
| 1970 | 1970                                                 |                                                      | 1 641                                                |                                                      |
| 1980 | 1980                                                 |                                                      | 1 682                                                |                                                      |
| 1990 | 1990                                                 |                                                      | 1 841                                                |                                                      |
| Anm: Källor: Umeå universitet - Tabellverket 1749-1859, Demografiska databasen, CEDAR, Umeå universitet |                                                      |                                                      |                                                      |                                                      |